# Postitis

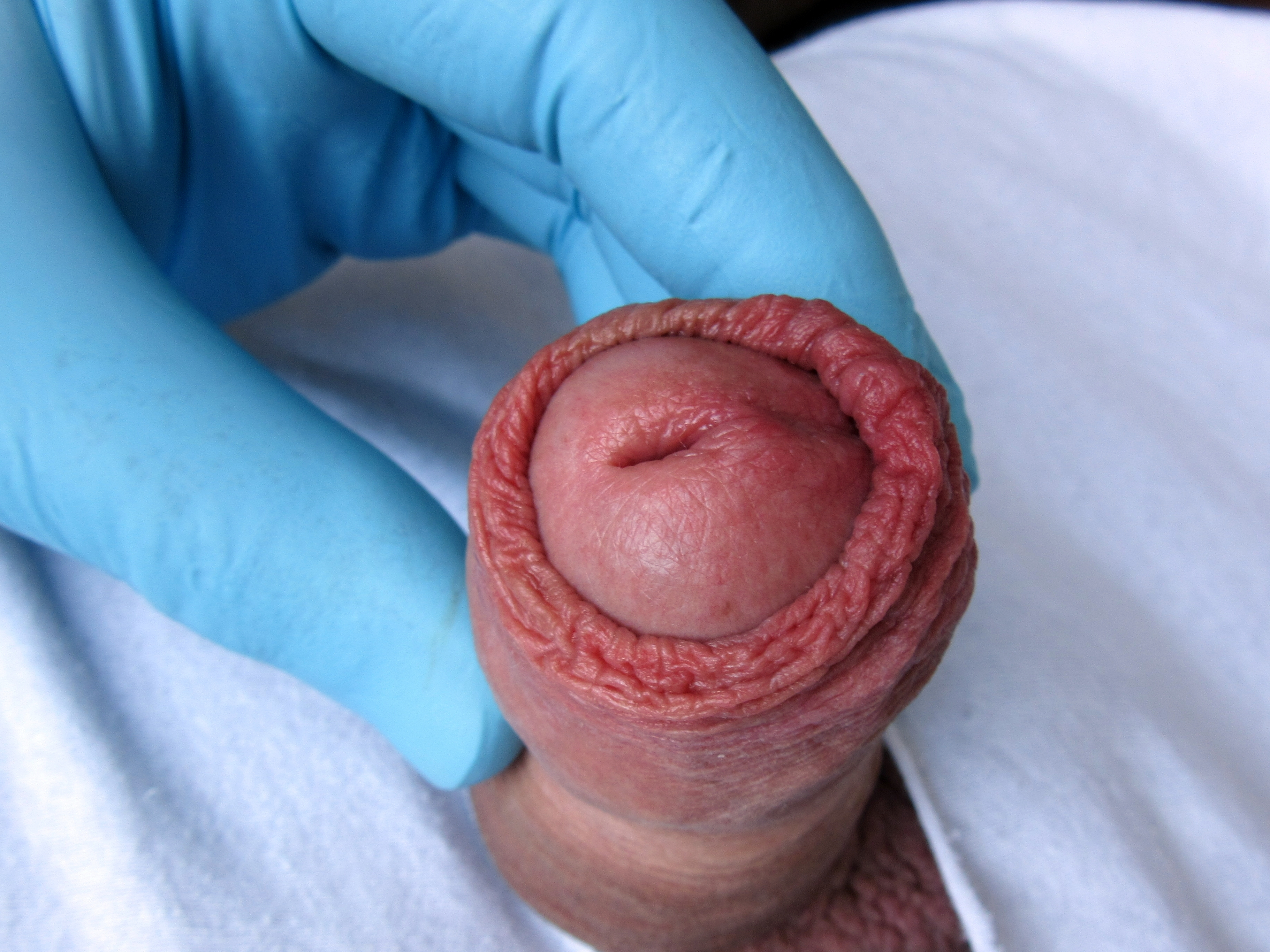
La Postitis

La postitis (gr. posthe "prepucio" y el sufijio -itis "inflamación") es la inflamación del prepucio en el pene. Se caracteriza por eritema y edema de la piel acompañada en ocasiones con secreción.

## Causas
Puede ser infecciosa (ocasionada por microorganismos) o no infecciosa como por dermatitis de contacto o Psoriasis y por la mezcla de algunos medicamentos (jarabes para la tos y antibióticos). La inflamación puede estar causada por sustancias irritantes en el medio ambiente. Los microorganismos causantes más comunes incluyen Candida sp. y Chlamydia sp. Además cualquier otra enfermedad concurrente que produzca inmunosupresión, favorece la aparición de esta patología.
Puede conducir a la fimosis, úlceras superficiales y enfermedades de los ganglios linfáticos inguinales.

## Prevención
La Higiene en general se considera suficiente para prevenir la infección y la inflamación del prepucio, en particular la limpieza regular del glande. La retracción completa del prepucio no puede ser posible en los niños menores de diez años y algunos en algunas ocasiones no se puede retraer completamente el prepucio para su limpieza hasta la adolescencia.

## Tratamiento
En caso de que se sospeche de dermatitis de contacto, los jabones y otros agentes irritantes externos se deben descontinuar y es importante investigar si hay alergia hacia el látex.
El tratamiento depende de la identificación de la causa. Los irritantes del ambiente deben ser eliminados. Los antibióticos y antimicóticos puede ser usado para tratar la infección, pero una buena higiene, como mantener el área seca es esencial para detener la repetición, sin embargo el exceso de lavado con jabón puede causar dermatitis de contacto.

Postitis y balanitis (inflamación del glande) suelen aparecer juntos como balanopostitis.